# Pont de Skodje
 (octobre 2023).
Si vous disposez d'ouvrages ou d'articles de référence ou si vous connaissez des sites web de qualité traitant du thème abordé ici, merci de compléter l'article en donnant les références utiles à sa vérifiabilité et en les liant à la section « Notes et références ».
Le pont de Skodje (en norvégien : Skodjebru) est un pont qui franchit la Skodjestraumen à Skodje, dans le comté de Møre og Romsdal, en Norvège. Dans les faits, il s'agit de deux ponts anciens remontant à 1922. Ces derniers sont donc aussi appelés ponts de Skodje (en norvégien : Skodjebruene). Un pont plus récent, le pont de Straum (en norvégien : Straumsbrua) a été construit à proximité. 

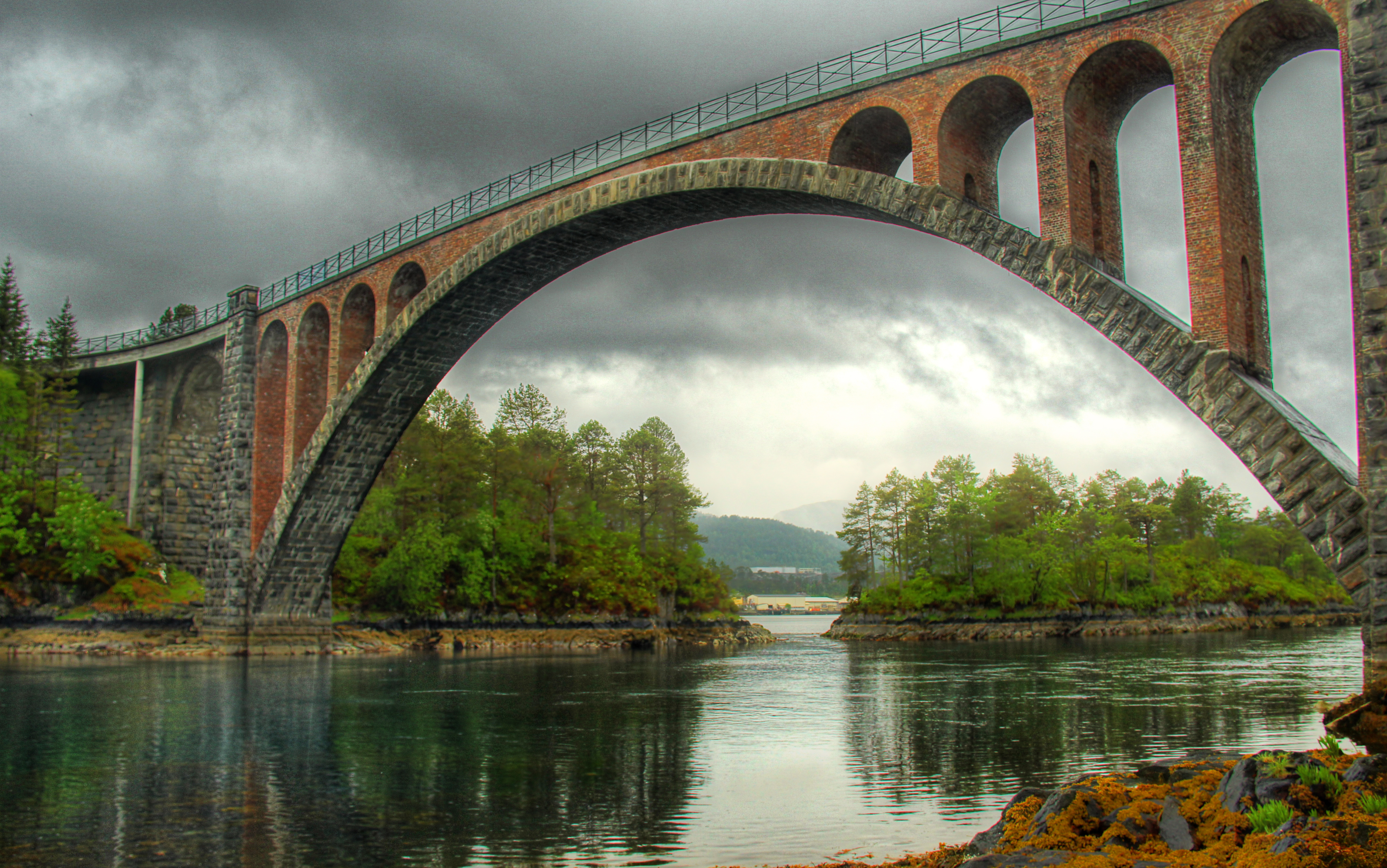
L'un des deux ponts en 2013.